# Turraea thollonii
Turraea thollonii är en tvåhjärtbladig växtart som beskrevs av Pellegrin. Turraea thollonii ingår i släktet Turraea och familjen Meliaceae. Inga underarter finns listade i Catalogue of Life.